# JPN (Perfume專輯)
《JPN》是日本流行電音組合Perfume第四張專輯。於2011年11月30日發行。唱片公司為Tokuma Japan Communications。

## 概要
- 距離前作專輯「⊿」發行約2年4個月的專輯，為Perfume的第四張專輯。專輯以通常盤（CD）和初回限定盤（CD+DVD）兩種形態發售。
- 專輯中14首歌曲中有9首已被收錄在單曲中，數量僅次於「Perfume ~Complete Best~」。由於專輯中的單曲都給人較強烈的印象，因此新曲都是偏向較柔和的感覺，接近一般的流行歌曲，沒有像過去作品例如『GAME』中的「GAME」和『⊿』中的「edge」這樣帶有強烈Techno音色的歌曲[1]。
- 在過去作品中，完成錄製歌曲和決定曲順後，才會為專輯起標題，而在這次作品收錄的歌曲完成前，成員和製作團隊便已經舉行了一次「決定專輯標題的飯局」。當初曾考慮過以一個「很帥氣的漢字」來表達「日本」這個主題，像是「香」字也曾經被考慮過，但當製作人中田康貴提出「JPN」這個字時，成員和製作團隊便當場一致決定起用了。
- 收錄了單曲作品「Laser Beam」和「GLITTER」的重新混音版本。雖然在標題沒有註明，但其實「不自然女孩」也进行了Remastered处理。
- 初回限定盤的DVD首次收錄了4首單曲的PV及電視廣告。「Laser Beam」的PV本身因為由於東日本大震災而被迫中止撮影，在第十三張單曲『Laser Beam/微香』初回限定盤的DVD中收錄的是縮短版本，而這次收錄的，是在8月14日中重新撮影及加上補拍鏡頭的完整版本[2]。還有，DVD收錄了在電視上只播放過一次的「微香」的特別版本PV。
- 專輯以首週約22.7萬的銷量取得Oricon公信榜週榜冠軍，連續三張專輯登上冠軍位置，是自SPEED在1999年發行的專輯『Carry On my way』11年11個月後再有女子團體獲得此記錄。另外，這次作品是自2005年9月主流出道以來，自身的最高首週銷量記錄[3]。
- 於Perfume加盟環球唱片後，專輯在全球iTunes開賣（日本以外），另外在亞洲地區代理發行實體CD（通常盤），2012年4月13日發行台壓版及港壓版，同时也有发行韩国版。

## 收錄曲

### CD
| 曲序     | 曲目                                                 | 时长  |
| -------- | ---------------------------------------------------- | ----- |
| 1.       | The Opening                                          | 1:12  |
| 2.       | Laser Beam (Album-mix)（レーザービーム (Album-mix)） | 3:10  |
| 3.       | GLITTER (Album-mix)                                  | 5:41  |
| 4.       | 自然愛（）                                           | 3:06  |
| 5.       | MY COLOR                                             | 5:04  |
| 6.       | 時針（時の針）                                       | 2:30  |
| 7.       | 欸（ねぇ）                                           | 4:27  |
| 8.       | 微香（微かなカオリ）                                 | 4:49  |
| 9.       | 575                                                  | 4:24  |
| 10.      | VOICE                                                | 4:12  |
| 11.      | 心靈運動（心のスポーツ）                             | 4:08  |
| 12.      | Have a Stroll                                        | 4:36  |
| 13.      | 不自然女孩（不自然なガール）                         | 3:59  |
| 14.      | SPICE（スパイス）                                    | 3:52  |
| 总时长： | 总时长：                                             | 55:10 |

### DVD
1. ｢スパイス｣ -Video Clip-
2. ｢｣ -Video Clip-
3. ｢レーザービーム｣ -Video Clip FULL Ver.-
4. ｢微かなカオリ｣ -Video Clip TV Ver.-
5. ｢微かなカオリ｣ -Video Clip-
6. ｢不自然なガール/｣ -TV SPOT-
7. ｢VOICE｣ -TV SPOT-
8. ｢ねぇ｣ -TV SPOT-
9. ｢レーザービーム/微かなカオリ｣ -TV SPOT-
10. ｢スパイス｣ -TV SPOT-

## 關連項目
- Perfume 3rd Tour ｢JPN｣